# 马丁·施瓦尔布
马丁·施瓦尔布（德語：Martin Schwalb，1963年5月4日—），德国男子手球运动员。他曾代表西德和德国参加1984年和1996年夏季奥林匹克运动会手球比赛，其中1984年奥运会获得一枚银牌。